# 吳超 (成化進士)
吳超，字華越，福建漳州府漳浦縣人，軍籍，明朝政治人物。進士出身。

## 生平
早年出身國子生，成化四年（1468年）戊子科福建鄉試第十七名。成化十四年（1478年）戊戌科會試第三百四名，殿試登進士第二甲第八十一名。

## 家族
曾祖父吳子雲。祖父吳士貞。父亲吳璉，曾任國子生。